# Alan North (acteur)
Alan North (The Bronx (New York), 23 december 1920 – Port Jefferson (New York), 19 januari 2000) was een Amerikaans televisie- en theateracteur.

## Biografie
North heeft gestudeerd aan de Columbia-universiteit in New York, en studeerde af in bouwkunde. North heeft in de Tweede Wereldoorlog meegevochten als soldaat in dienst van de United States Navy. Na de oorlog ging hij werken als toneelmeester en maakte in 1955 zijn debuut als toneelacteur op Broadway met het toneelstuk Plain and Fancy en heeft hierna nog meerdere rollen gespeeld in het theater.
North begon in 1953 met acteren voor televisie in de televisieserie Hallmark Hall of Fame. Hierna heeft hij nog meerdere rollen gespeeld in televisieseries en films zoals Serpico (1973), Police Squad! (1982), Love, Sidney (1981-1982), Another World (1984-1989), Highlander (1986), Lean on Me (1989), Glory (1989), Law & Order (1991-1999). 
North was getrouwd en had hieruit twee dochters en drie kleinkinderen. North is op 19 januari 2000 overleden aan de gevolgen van nierkanker en longkanker in zijn woonplaats Port Jefferson (New York) op Long Island (New York).

## Filmografie

### Films
Selectie:
- 1996 The Long Kiss Goodnight– als Earl
- 1989 Glory – als John Albion Andrew
- 1989 Penn & Teller Get Killed – als oude politieagent
- 1989 Lean on Me – als burgemeester Don Bottman
- 1987 The Fourth Protocol – als Govershin
- 1986 Highlander – als luitenant Frank Moran
- 1980 The Formula – als John Nolan
- 1979 ...And Justice for All  - als hulpsheriff
- 1973 Serpico – als Brown

### Televisieseries
Uitgezonderd eenmalige gastrollen.
- 1993 Family Album – als dr. Sid Lerner – 6 afl.
- 1986 Tough Cookies – als pastoor McCaskey – 6 afl.
- 1985 Kate & Allie – als professor Sloan – 4 afl.
- 1981 – 1982 Love, Sidney – als rechter Mort Harris – 18 afl.
- 1982 Police Squad! – als kapitein Ed Hocken – 6 afl.

### Theaterwerk
- 1992 – 1993 Conversations with My Father – als Nick
- 1983 Marilyn – als Hoofd van studio
- 1980 The American Clock – als pianoverhuizer / Durant / Sheriff / Toland
- 1967 – 1968 Spofford – als George
- 1964 Never Lie Over a Pretzel Factory – als de inspecteur
- 1959 Requiem for a Nun – als gouverneur / Pete / Mr Callahan
- 1958 Summer of the 17th Doll – als ??
- 1955 – 1956 Plain and Fancy – als Isaac Miller

- Library of Congress Control Number: nr2006011424
- MusicBrainz: 33a7572f-08dc-49b5-b69d-536e1d25480a
- Nationale Bibliotheek van Israël: 987007442052205171
- Virtual International Authority File: 17183522
- WorldCat: E39PBJrGvvMQf8RhxxV4rG9FKd